# Csüdőtelke
Csüdőtelke (románul: Cuștelnic, németül: Kothendorf) falu Maros megyében, Erdélyben. 2000-ig Vámosgálfalva községhez tartozott, ekkor lakossága szavazással úgy döntött, hogy Dicsőszentmárton megyei jogú városhoz tartozzon.

## Fekvése
Dicsőszentmártontól 3 km-re északkeletre fekszik, a Kis-Küküllő jobb partján.